# Tiszavalk
Tiszavalk là một thị trấn thuộc hạt Borsod-Abaúj-Zemplén, Hungary. Thị trấn này có diện tích 11,55 km², dân số năm 2010 là 312 người, mật độ 27 người/km².